# Lanna, Karlivka
Lanna (în ucraineană Ланна) este localitatea de reședință a comunei Lanna din raionul Karlivka, regiunea Poltava, Ucraina.

## Demografie
Componența lingvistică a localității Lanna
     Ucraineană (96,01%)
     Rusă (3,18%)
     Alte limbi (0,4%)
Conform recensământului din 2001, majoritatea populației localității Lanna era vorbitoare de ucraineană (96,01%), existând în minoritate și vorbitori de rusă (3,18%).